# .বাংলা
.বাংলা (латинизируется в .bangla) является вторым доменом верхнего уровня для Бангладеш. Этот домен предназначен для веб-адресов на бенгальском языке.বাংলা транслитерируется как bangla, но веб-адреса заканчиваются на বাংলা. Он находится в ведении министерства почты, телекоммуникаций и информационных технологий.
.bd — это основной домен верхнего уровня в Интернете для Бангладеш.
.বাংলা был представлен в 2011 году, но делегирован Бангладешской телекоммуникационной компанией в 2016 году что означает, что процесс определения субдоменов может начаться.
.বাংলা доступен для регистрации всем с 16 декабря 2016 года.